# Dilobocondyla fulva
Dilobocondyla fulva é uma espécie de formiga do gênero Dilobocondyla, pertencente à subfamília Myrmicinae.